# رنه شوال
رنه شوال (انگلیسی: René Schwall; ۲۸ ژانویهٔ ۱۹۷۱ – ) قایقران قایق بادبانی اهل آلمان بود.
وی در مسابقات کشوری و بین‌المللی در مجموع برندهٔ ۱ مدال برنز شده‌است.